# Muhammad as-Sanussi
Muhammad as-Sanussi, vollständig Mohammed ben Ali el-Senussi (arabisch محمد بن علي السنوسي, DMG Muḥammad b. ʿAlī as-Sanūsī; * 1787 in al-Wasita, Algerien; † 1859 in al-Dschaghbub, Libyen) war der Begründer des Sanusiya-Ordens.
Muhammad ibn Ali as-Sanussi wurde 1787 in al-Wasita bei Mostaganem im heutigen Algerien geboren. Den Namen as-Sanussi erhielt er nach einem lokalen Korangelehrten. Als Scheich vom Stamm der Walad Sidi Abdalla glaubte er seine Abstammung bis auf Fatima, die Tochter des Propheten Mohammed, herleiten zu können.
As-Sanussi studierte zunächst an einer Koranschule in Fès in Marokko. Anschließend reiste er als Wanderprediger durch Nordafrika, wobei es ihm gelang, für seine Ideen einer Erneuerung des Islams zahlreiche Anhänger zu finden. Er setzte seine Studien an der al-Azhar-Universität in Kairo fort, brach dann aber zur Pilgerfahrt nach Mekka auf.
In Mekka gründete er 1837 den Sanusiya-Orden, der später in Europa vor allem unter dem Namen Senussi-Bruderschaft bekannt wurde. Der sufistische Orden entstand als religiöse Reformbewegung zur Erneuerung des Islam. Diesem Zweck diente nicht nur das intensive Schriftstudium, sondern auch Meditation und verschiedene Ekstase-Techniken nach Vorbild der Derwische. Im Unterschied zu diesen erstreben die Sanusi die unio mystica aber nicht mit Gott, sondern mit dem Geist des Propheten Mohammed. Dem Ordensgründer selbst wurde nachgesagt, jederzeit in direkte Kommunikation mit dem Propheten treten zu können. Deswegen gelten den Sanusi seine Interpretationen von Koran und Sunna als verbindlich.
1843 verlagerte as-Sennussi das Zentrum seines Ordens in den Nordosten Libyens. Die dortige Kyrenaika war zu dieser Zeit eine abgelegene und rückständige Provinz des Osmanischen Reiches mit relativ geringer politischer Kontrolle. Die Region erschien as-Sennussi deshalb besonders gut geeignet, dem Vorbild des Sufi-Mystikers Sayyid Ahmad ibn Idris al-Fasi zu folgen, der seit 1835 im Südwesten der arabischen Halbinsel ein kleines wirtschaftlich, rechtlich und militärisch autarkes Gemeinwesen führte.
Die erste Ordensniederlassung entstand in al-Bayda im Dschabal Achdar. Neben dem Gebet und der mystischen Versenkung praktizierten die Ordensbrüder dort auch Waffentechnik und Landwirtschaft. Sie sollten ihren Unterhalt selbst verdienen und sie betrieben zu diesem Zweck Ackerbau, Handel und Handwerk. Ähnlich den christlichen Ordensgemeinschaften unterhielten die Sanusi-Niederlassungen auch eigene Schulen.
Durch den Fleiß und die straffe Organisation der Ordensbrüder entwickelte sich das Gemeinwesen in den folgenden Jahren sehr erfolgreich. Vom Mutterkonvent in al-Bayda aus entstanden nun 80 weitere Ordenshäuser, vor allem in der Kyrenaika, aber auch in anderen Regionen Libyens. Der prosperierende Ordensstaat provozierte aber bald auch Reaktionen der osmanischen Verwaltung. Nach Angriffen der osmanischen Statthalter in Libyen musste as-Sennussi das Zentrum der Bruderschaft 1856 von al-Bayda in die etwa 500 km südöstlich gelegene Oase al-Dschaghbub verlegen, wo er 1859 starb. Sein Sohn Muhammad al-Mahdi as-Senussi (1859–1902) übernahm die Führung der Bruderschaft.
Muhammad as-Sanussi wurde ursprünglich in der großen Moschee von al-Dschaghbub beerdigt. Da das Grab auch nach dem Verbot des Sanusiya-Ordens im Rahmen der Islamisierungskampagne Gaddafis in der Libyschen Volksrepublik ein Wallfahrtsort der islamisch-orthodoxen Opposition blieb, wurden seine sterblichen Überreste Ende der siebziger Jahre an einen unbekannten Ort umgebettet.